# 大倉四郎兵衛
大倉 四郎兵衛（おおくら しろべえ、生没年不詳）とは明治時代の東京の地本問屋。

## 来歴
明治10年代に東京府神田区神田鍛治町24番地において地本問屋を営業している。楊洲周延、3代目歌川広重、豊原国周の錦絵を出版している。

## 作品
- 楊洲周延 「昔様式伊達模描（むかしひながただてのうつしえ）」 大判3枚続 明治15年（1882年） 国立劇場所蔵
- 3代歌川広重 「鉄道馬車往復日本橋之真図」 大判3枚続 明治15年
- 豊原国周 「夏祭意気地の江戸ッ子」
- 楊洲周延 「上野不忍競馬会之図」 大判3枚続 明治18年（1885年）